# Schizocyathidae
Famille
Les Schizocyathidae sont une famille de scléractiniaires (coraux durs dits « coraux bâtisseurs de récifs »).

## Liste des genres
Selon World Register of Marine Species (15 janvier 2024) :
- † Microsmilia Koby, 1888
- Pourtalocyathus Cairns, 1979
- Schizocyathus Pourtalès, 1874
- Temnotrochus Cairns, 1995

## Classification
Le nom valide complet (avec auteur) de ce taxon est Schizocyathidae Stolarski (d), 2000.

## Publication originale
- (en) Jarosław Stolarski, « Origin and phylogeny of Guyniidae (Scleractinia) in the light of microstructural data », Lethaia, vol. 33, no 1,‎ 2000, p. 13-38 (lire en ligne, consulté le 15 janvier 2024).